# 小行星8189
小行星8189（英語：8189 Naruke）是一颗围绕太阳公转的小行星。1992年12月30日，T. Hioki、早川修司在奥多摩町发现了此天体。
这颗小行星的绝对星等为15.40593205946691等。